# Фестиваль Аомори Нэбута
Аомори Нэбута Мацури (яп. 青森ねぶた祭, «Фестиваль Аомори Нэбута» или просто «Аомори Нэбута») — японский летний фестиваль, который проходит в Аомори, центральном городе одноимённой префектуры, расположенной на севере острова Хонсю, в начале августа. Фестиваль привлекает больше всего туристов из всех фестивалей Нэбута в Японии и входит в тройку крупнейших фестивалей региона Тохоку. В 1980 году он был признан важным нематериальным народным культурным достоянием, а в 1996 году признан Министерством окружающей среды одним из 100 звуковых ландшафтов Японии.
«Нэбута» относится к парящей фигуре храброго воина, которую проносят через центр города, в то время как танцоры в уникальных костюмах под названием хането (яп. ハネト) танцуют в такт песнопению, призывающему посетителей присоединиться. На местном диалекте участие в фестивале обозначается с помощью глагола ханеру (яп. ハネル), например: «Ты собираешься сегодня на ханеру?», произошедшего от названия японского костюма «хането» и глагола «ханеру» (яп. 跳ねる, «подпрыгивать»).
- Фестиваль Аомори Нэбута
- Карнавальная платформа Аомори Нэбута Мацури с фестивальной музыкой в музее Нэбута Ва Рассе (видеозапись)

## Происхождение и история
Наиболее известная версия состоит в том, что возникновение фестиваля связано с флейтами и барабанами «тайко», которые сёгун Саканоуэ-но Тамурамаро в начале IX века использовал, чтобы привлечь внимание врага во время битвы в провинции Муцу. В 1962 году на основе этой легенды была учреждена Премия Тамурамаро, которая вручалась лучшей группе участников фестиваля. Эта награда позже была переименована в Небута Тайсё (главный приз). Однако маловероятно, что Тамурамаро действительно проводил военные экспедиции на территории нынешней префектуры Аомори, поэтому это объяснение считается легендой. Фестиваль, скорее всего, развился из традиционных синтоистских церемоний, таких как Танабата.
Другое объяснение связано с этимологией слова Нэбута (яп. ねぶた). Атеруи ― генерал из региона Тохоку, объединил народ Эмиси, изгнанный со своей родной территории, и разбил 50-тысячную армию Ки-но Косами у реки Китаками, чтобы продвинуться до города Фудзи в префектуре Сидзуока. Эта армия сражалась с силами Саканоуэ-но Тамурамаро более 12 лет, но в конечном итоге потерпела поражение. Атеруи был схвачен и доставлен в префектуру Осака, где ему была предоставлена аудиенция у правителя перед тем, как его обезглавили. Отрубленная голова Атеруи была показана публике, а его семья и последователи, все ещё оставшиеся в регионе Тохоку, были вынуждены вырыть большие ямы, где их похоронили заживо. Эти могилы засыпали землей, а тем, кто сдался японским войскам и стал рабами, было приказано топтать землю. Говорят, что это событие стало источником Небуты, поскольку последователи Атеруи были отправлены обратно к своим корням в мир мёртвых. Согласно этому эпизоду, танцоры на фестивале топчут землю, неся на плечах платформу Саканоуэ-но Тамурамаро.
В периоды Эдо и Мэйдзи использование большого фонаря для освещения платформы Нэбута запрещалось правительством из-за потенциальной опасности пожара. Этот запрет также был введен во время Второй мировой войны, но был снят в 1944 году с целью поднять боевой дух в последние годы войны. В послевоенный период корпорации начали спонсировать создание платформ и большое внимание было уделено расширению местного туризма посредством фестиваля. Источником света внутри платформы изначально была свеча, но со временем её заменили на лампы накаливания или люминесцентные лампы, питаемые от портативных генераторов и аккумуляторных батарей. Каркас платформ также был заменен с бамбукового на проволочный, что значительно снизило риск возгорания. Платформы Небута со временем также стали больше, но городские препятствия, такие как пешеходные мосты, линии электропередач и светофоры, не позволяли значительно увеличить их ширину. На платформах часто изображены актёры кабуки, различные типы богов, а также исторические или мифические персонажи японской или китайской культуры, но на современных платформах Нэбута также могут быть изображены известные региональные личности или персонажи телевизионных шоу.
Музей, посвященный фестивалю Небута, открылся в 2011 году в Аомори, предоставив возможность знакомится с артефактами фестиваля круглый год тем, кто не может приехать на фестиваль в августе. В экспозиции музея представлена освещённая платформа Нэбута.

## Организация
Фестиваль проводится ежегодно со 2 по 7 августа. По улицам города проносят два десятка гигантских светящихся статуй, установленных на платформах. Платформы могут достигать до 7 метров в высоту и 15 метров в длину, их приводят в движение до 50 человек. Парад платформ проводится по вечерам со 2 по 6 августа и днём 7 августа. Вечером 7 августа проводится фейерверк. В последний день торжества помосты с фонарями спускают на реку или море.

### Участие
Каждая процессионная группа индивидуально организует основные элементы нэбута, такие как порядок процессии, создание платформ и музыкантов марширующего оркестра. Другими важными факторами являются дети, которые тянут поплавки за веревки (в большинстве случаев поплавки переносят другими средствами, а дети просто для галочки), и танцоры ханэто. Любой, включая туристов, может участвовать в любой процессии в качестве ханэто, если он одет в соответствующий костюм. Костюмы продаются в супермаркетах и универмагах по всей префектуре, а полный комплект (за исключением шляпы с цветком) можно купить примерно за 5000 иен. Костюмы также можно взять напрокат в некоторых местах по маршруту процессии.
Лучшая процессуальная группа награждается Хэйсэй (год Хэйсэй), где номер года ставится после «Хэйсэй». Эта награда была впервые учреждена как Премия Тамурамаро в 1962 году, но её нынешнее название было изменено в 1995 году, потому что люди посчитали странным наличие в награде имени Саканоуэ-но Тамурамаро (народ Тохоку воспринимает Тамурамаро как безжалостного завоевателя).
В 2001 году инцидент, в котором 4000 членов японской субкультуры Карасу-дзоку (яп. カラス族, букв. «Племя ворон») запускали фейерверки, что привело к тому, что часть посетителей покинули фестиваль. Из-за этого в последующие годы полицейский надзор усилился.

## Небута в других городах
Платформы с Аомори Нэбута были доставлены на фестиваль Ика Одори в Хакодате в 2007 году. Это было сделано в рамках соглашения о дружбе между двумя городами, и Ика Одори возглавил шествие платформ в последний день фестиваля (2006). Плавучие платформы также ежегодно приглашаются в Сибуя, Токио, где фестиваль проводится ежегодно с 2005 года.
Фестивали Нэбута проходят более чем в 30 деревнях и городах префектуры Аомори. Крупнейшие из них — фестивали в Хиросаки, Госёгавара, Куроиси и Муцу. В Японии также есть много примеров, когда платформы Нэбута включаются в состав более крупного фестиваля. Нэбута также впервые попала в Сеул, Южная Корея, в сентябре 2005 года и в США в августе 2007, 2009 и 2010 годов в рамках Недели Нисэй в Маленьком Токио, Лос-Анджелес, Калифорния.